# Payman Maadi
Pour les articles homonymes, voir Maadi (homonymie).
 (août 2022).
Si vous disposez d'ouvrages ou d'articles de référence ou si vous connaissez des sites web de qualité traitant du thème abordé ici, merci de compléter l'article en donnant les références utiles à sa vérifiabilité et en les liant à la section « Notes et références ».
Payman Maadi, ou Peymân Maâdi (en persan : پیمان معادی) ou encore Peyman Moaadi, né le 30 juin 1970 à New York, (État de New York, États-Unis), est un acteur, scénariste, réalisateur et costumier américano-iranien.
Il est également scénariste et réalisateur. Le public francophone l'a découvert dans Une séparation (2011) et À propos d'Elly (2009), tous deux écrits et réalisés par le fameux cinéaste iranien Asghar Farhadi.

## Biographie
Payman Maadi naît à New York de parents iraniens. Son père est avocat et la famille retourne en Iran en 1977.
Il est l'auteur ou le coauteur de plusieurs films iraniens, dont Le Chant du cygne[Quoi ?][réf. nécessaire].
Après avoir œuvré en tant que scénariste durant les années 2000, il commence sa carrière d'acteur de cinéma en 2009, avec le thriller psychologique À propos d'Elly en 2009. Le cinéaste Asghar Farhadi lui confie le premier rôle masculin de son projet suivant, le drame  Une séparation. Le film reçoit des critiques dithyrambiques, et vaut à l'acteur l'Ours d'argent d'interprétation masculine au festival du film de Berlin 2011, partagée avec les autres comédiens du film.
Il tourne alors aux quatre coins du monde. En 2014, il donne la réplique à la jeune Kristen Stewart dans le drame indépendant américain The Guard, écrit et réalisé par Peter Sattler. Il défend la même année le drame italien Melbourne et fait partie de la large distribution du film à sketch-es argentin Ghesse-ha. Enfin, il est membre du jury des longs métrages lors du 17e Festival international du film de Shanghai, présidé par Gong Li.
En 2015, il se concentre sur Hollywood en évoluant dans le film d'aventure historique L'Honneur des guerriers de Kazuaki Kiriya, aux côtés de Clive Owen et Morgan Freeman, et en 2016, se fait diriger par Michael Bay pour le thriller d'action militaire 13 Hours.
La même année, il fait partie de la distribution principale de la série polar événement The Night Of, scénarisée par Richard Price et réalisée par Steven Zaillian.
En 2017, il est membre du jury du 58e Festival international du film de Thessalonique.

## Filmographie
- 2009 : À propos d'Elly (دربارهٔ اِلی, Darbāreye Elly) d'Asghar Farhadi : Peyman
- 2011 : Une séparation (جدایی نادر از سیمین, Djodāï-yé Nāder az Simin) d'Asghar Farhadi : Nader
- 2011 : Querelles (Soog) de Morteza Farshbaf : voix de Masoud
- 2014 : The Guard (Camp X-Ray) de Peter Sattler : Ali
- 2014 : Tales (Ghesse-ha) de Rakhshan Banietemad :
- 2014 : Melbourne de Nima Javidi : Amir
- 2015 : L'Honneur des guerriers (Last Knights) de Kazuaki Kiriya : l'empereur
- 2016 : 13 Hours de Michael Bay : Amahi
- 2016 : The Night Of de Steven Zaillian (série télévisée) : Salim Kahn
- 2016 : Life and a Day (Abad va yek rooz) de Saeed Roustayi : Morteza
- 2016 : Window Horses : The Poetic Persian Epiphany of Rosie Ming d'Ann Marie Fleming : voix de Payman
- 2018 : Bomb, uek asheghaneh de lui-même : Iraj
- 2018 : Pig (The Pig) de Mani Haghighi : lui-même
- 2019 : La Loi de Téhéran (Metri Shesh Va Nim) de Saeed Roustayi : Samad Majidi
- 2019 : Nagahan Derakht de Safi Yazdanian : Farhad
- 2019 : 6 Underground de Michael Bay : Murat Alimov
- 2020 : Noyer (Derakhte Gerdoo) de Mohammad Hossein Mahdavian : Qaber
- 2020 : Police d'Anne Fontaine : Tohirov
- 2022 : Leila et ses frères (برادران لیلا, Baradarane Leila) de Saeed Roustayi : Manouchehr
- 2024 : Oh ! What Happy Days (Ah ! che roozhaye khoobi bood) de Homayoun Ghanizadeh : Nader

### Réalisation
- 2012 : Barf rooye kajha avec Mahnaz Afshar
- 2018 : Bomb, uek asheghaneh avec Leila Hatami et lui-même

## Distinctions
- Berlinale 2011 : Ours d'argent du meilleur acteur avec l'ensemble des comédiens, pour Une séparation